# Rekettye (növénynemzetség)
A rekettye (Genista) a hüvelyesek (Fabales) rendjében a pillangósvirágúak (Fabaceae) családjának egyik nemzetsége mintegy 70 fajjal, amik közül a Kárpát-medencében 18 honos.

## Elterjedése
A nemzetség holarktikus, sőt, valamennyi faja az Óvilágban (Európában, Elő-Ázsiában és Észak-Afrikában) terem, jellegzetesen a mediterrán tájakon.

## Megjelenése
Zöld vesszejű cserje vagy félcserje. Levelei oválisak vagy megnyúlt lándzsa alakúak, ritkán háromágúak, satnyák. Egyes fajok teljesen levéltelenek; azok szerepét a fiatal, zöld hajtások vették át.
Sárga (esetenként narancssárgával futtatott) virága fejecske, füzér vagy gömb alakú.

## Életmódja
A mediterrán vidékeken a macchia növényzet jellegzetes eleme. A fajok többsége mészkerülő. A fajok többsége lombhullató.

## Felhasználása
A kecske és a juh is szívesen legeli, virágait a méhek kedvelik. A néhány örökzöld faj:
- angol rekettye angliai rekettye, (Genista anglica L.)
- hamuszürke rekettye (Genista cinerea)
- velebiti rekettye (Genista dalmatica)
- spanyol rekettye (Genista hispanica)

kedvelt sziklakerti cserje.

## Ismertebb fajai
- Festő rekettye (Genista tinctoria L., sárga festőfű, festővirág, nyúlrekettye, pogányékesség) a Kaukázusban és Szibériában gyakori cserje. Magyarországon is őshonos. Ága vesszős, levele elliptikus, a széle szőrös, virágai szártetőző fürtté egyesülnek. Kertbe is ültetik. Jó festőanyagot termel több más faj:
- szőrös rekettye (Genista ovata) W. et Kit. (Magyarországon is honos)

virága és levele is.
- Genista monosperma (Retama monosperma Boiss.) arábiai és palesztinai, hosszú vesszős, levéltelen bokor. Virága jó illatú, fehér, termése bogyó. Ez a növény, amit Luther a Vulgata szerint tévesen borókának fordított. Tüzelőfa.

Több faja:
- kanári rózsa (Genista canariensis L.) a Kanári-szigetekről,
- Genista candidans L. Olaszországból,
- Genista florida Carl von Linné Spanyolországból

üvegházi dísznövény.
- Genista horrida DC. dél-európai, nagyon tövises cserje; Görögország hegyein gyakori. Az ókorban aszpalatosz néven ismerték, és egyes mitológusok szerint a Tartaroszban ezzel vesszőzték meg az istenteleneket. (Mások szerint az a növény a Cytikus lanigerus DC.).
- A Genista hispanica L. neve ellenére Olaszországban gyakori; az olasz írók gyakran emlegetik.
- szárnyas rekettye kuhics, bogárzófű, (Genista saggitalis L.) – Magyarországon őshonos. Szinte levéltelen, lapított szárú.
- sváb rekettye (Genista germanica L.) – Magyarországon őshonos. Szúrós, ágtövises.
- árva rekettye (Genista sylvestris Scop.).
- krajnai rekettye (Genista holopetala)
- selymes rekettye (Genista pilosa) – Magyarországon őshonos. Kis termetű, elheverő, a virága selymesen szőrös.

## A kultúrában
A rekettye az angol Plantagenet uralkodóház névadó növénye: e ház első uralkodója, II. Henrik angol király apja, Anjou Gottfried ugyanis rekettyeágat hordott a sisakján (valószínűleg kabalából, hogy sikeresebben vadásszon). A „planta” növényt jelent, a „genet” pedig a rekettye francia neve.
| Petőfi Sándor A Tisza című költeményében énekelte meg: „Másfelől, a Tisza túlsó partján, Mogyoró- s rekettye-bokrok tarkán, Köztök egy csak a nyílás, azon át Látni távol kis falucska tornyát” |

– mivel azonban a rekettye nem él meg az ennyire vizenyős termőhelyeken, ezek valójában nem a rekettye, hanem a rekettyefűz a hamvas fűz (Salix cinerea) másik neve (Salix viminalis) bokrai lehettek. Éppen így, a Kiskunsági Nemzeti Park Ágasegyháza határában kialakított rekettye tanösvénye sem a rekettyéről, hanem a rekettyefűzről kapta nevét.